# Sud supérieur

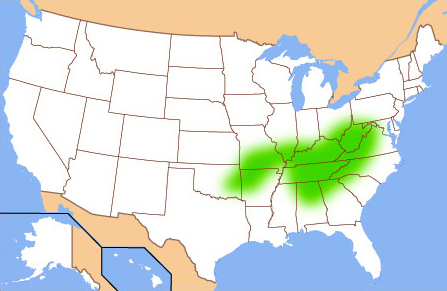
Le Sud supérieur est défini par le relief, l'histoire et la culture. Il ne correspond pas exactement aux frontières des États. Cette carte montre sa position approximative.

Le Sud supérieur (en anglais Upper South, ou Upland South) est une région des États-Unis. Le nom désigne la moitié nordique du Sud du pays, en opposition au Sud profond. Le relief de la région est montagneux : la chaîne des Appalaches et les Monts Ozark la traversent. 
Les États suivants en tout ou en partie sont inclus dans cette région : l'Alabama, l'Arkansas, la Caroline du Nord, la Géorgie, le Kentucky, le Missouri, le Tennessee et la Virginie-Occidentale.  